# Orthophytum mello-barretoi
Orthophytum mello-barretoi är en gräsväxtart som beskrevs av Lyman Bradford Smith. Orthophytum mello-barretoi ingår i släktet Orthophytum och familjen Bromeliaceae. Inga underarter finns listade i Catalogue of Life.